# Adoxobotys cacidus
Adoxobotys cacidus is een vlinder van de familie van de grasmotten (Crambidae). De wetenschappelijke naam van deze soort is voor het eerst voorgesteld als Pionea cacidus door Harrison Gray Dyar Jr. in een publicatie uit 1918.
De soort komt voor in Mexico.